# Bølgen
Bølgen (bra: A Onda; prt: Bolgen - Alerta Tsunami) é um filme norueguês de 2015 dirigido por Roar Uthaug. Representou a Noruega no Oscar de melhor filme estrangeiro em 2016, mas não foi nomeado. É a maior bilhetaria da Noruega de 2015.

## Sinopse
Após um deslizamento de terra causar uma onda gigante, um geólogo e sua família lutam para salvar suas vidas.

## Elenco
- Kristoffer Joner como Kristian Eikjord
- Thomas Bo Larsen como Phillip Poulsen
- Mette Horn como Maria Poulsen
- Fridtjov Såheim como Arvid Øvrebø
- Ane Dahl Torp como Idun Eikjord
- Jonas Hoff Oftebro como Sondre Eikjord
- Edith Haagenrud-Sande como Julia Eikjord
- Herman Bernhoft como Georg
- Arthur Berning como Jacob Vikra
- Silje Breivik como Anna
- Laila Goody como Margot Valldal
- Eili Harboe como Vibeke

## Produção
A Noruega é uma área propensa à queda de rochas (criada pela orogenia caledoniana) e Bølgen é baseado em um incidente com um tsunami que destruiu a aldeia de Tafjord em 7 de abril de 1934, matando 40 pessoas. Antes disso em 1905, um incidente similar provocou um tsunami matando 60 pessoas, e 31 anos mais tarde, outros 74 perderam suas vidas. Uthaug sempre foi um fã de filmes de desastre de Hollywood como Twister e Armageddon e há muito tempo queria fazer um filme de desastre na Noruega. Segundo ele, o desafio era combinar os elementos do filme de gênero americano com a realidade da situação na Noruega.
Todos os atores fizeram seus próprios truques, algo que o diretor disse ser "absolutamente irritante". E para uma cena climática, em que Joner tenta resgatar sua família de um hotel inundado, ele treinou com instrutores de mergulho livre para serem capazes de prender a respiração por três minutos debaixo d'água.

## Recepção
No Rotten Tomatoes, o filme tem uma pontuação de 80% e o "Certificado Fresco" com base em 74 avaliações, com uma classificação média de 6.6/10. O consenso do site afirma: "Bem atuado e abençoado com um foco refrescantemente humanista, The Wave é um filme de desastre que faz uso incomum e inteligente de clichês". O Metacritic relata uma nota 68 de 100, baseada em 26 críticos, indicando "opiniões geralmente favoráveis".
Peter Debruge, da Variety, descreveu-o como "um suspenese igualmente perigoso, tanto o tsunami como o perigo".
Os efeitos especiais foram elogiados pelos críticos, recebendo uma comparação favorável com os de Hollywood. Deborah Young, do The Hollywood Reporter, o chamou de "convincentemente aterrorizante e envolvente". O Collider.com revisou, "... uma realização técnica principal que esperançosamente fará Hollywood reconsiderar a tendência para ir mais e mais além do ponto atual."